# Torneo de Washington 2010
El Torneo de Washington es un evento de tenis que se disputa en Washington, Estados Unidos,  se juega entre el 1 y el 8 de agosto de 2010.

## Campeones
- Individuales masculinos:  David Nalbandian derrota a   Marcos Baghdatis, 6–2, 7–6(4).

- Dobles masculinos:  Mardy Fish /  Mark Knowles   derrotan a  Tomáš Berdych /  Radek Štěpánek, 4–6, 7–6(7), [10–7].